# November Porc

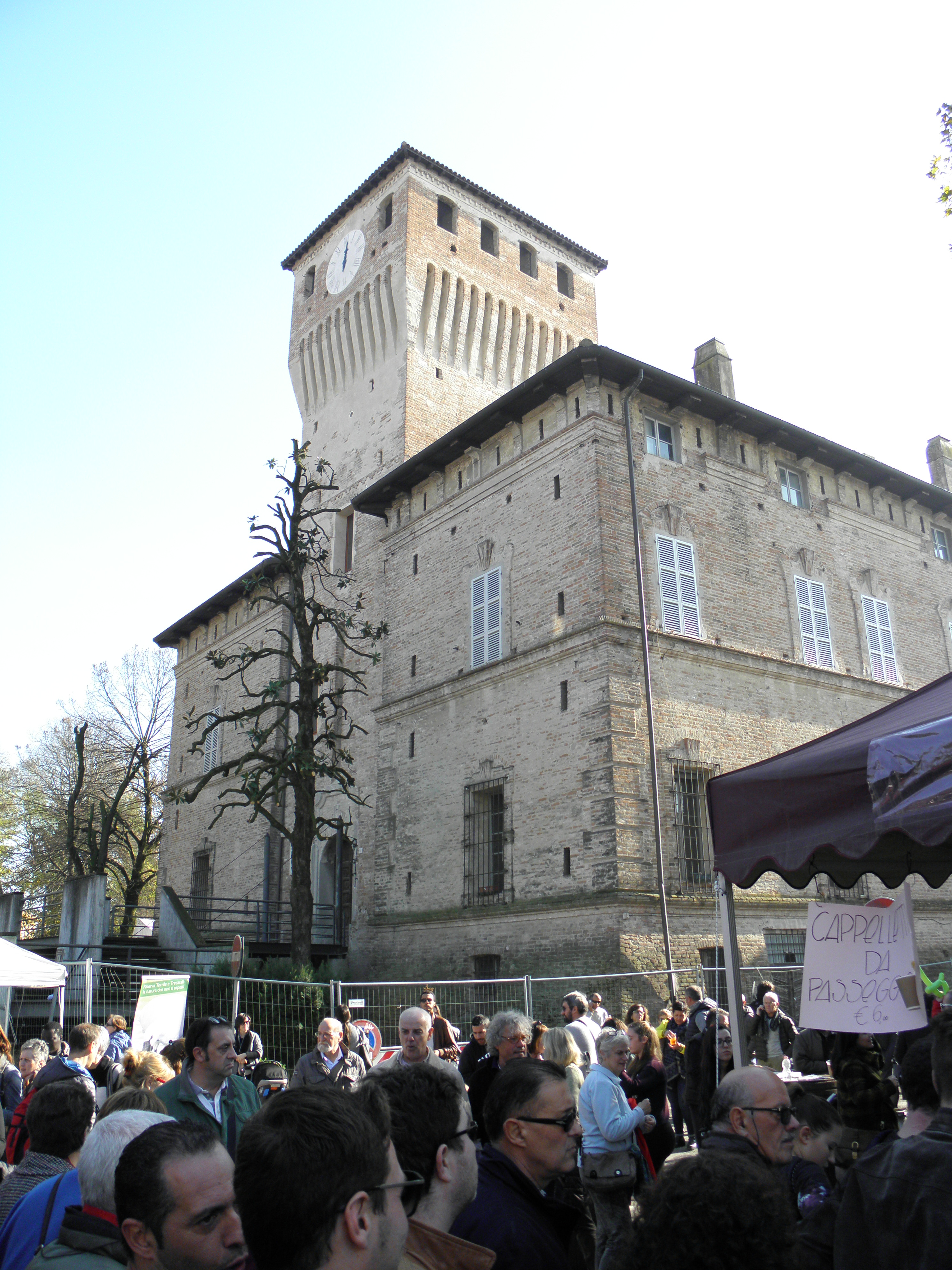
La rocca dei Terzi di Sissa durante il November Porc del 2015

Il November Porc...speriamo ci sia la nebbia! è una fiera norcina itinerante della bassa parmense. I comuni coinvolti nell'organizzazione sono tre: Sissa Trecasali, Polesine Zibello e Roccabianca.

## Storia
La manifestazione nasce nel 2002 quando prese il via da Sissa che già dal 1994 organizzava una manifestazione intitolata "I sapori del maiale" che tuttora rappresenta il punto di avvio della fiera.
Durante l'edizione del 2003, al passaggio a Zibello fu stabilito dal norcino Rino Parenti(1949-2020) il record mondiale per lo strolghino di culatello più lungo al mondo: più di 500 metri la dimensione raggiunta in ore di lavoro da parte di norcini giovani ed anziani.
Nel corso degli anni ha ampliato la sua presenza ai comuni limitrofi fino alla configurazione attuale. Durante l'edizione 2009 ha ospitato complessivamente 145 000 visitatori, oltrepassando il precedente massimo (edizione 2008) che ne aveva contati 90 000. Da record l'annata 2015, chiusasi con oltre 200 000 presenze, numeri replicati anche l'anno successivo a dimostrazione della continua crescita dell'evento. La manifestazione non è esclusivamente dedicata alle specialità strettamente locali ma, presso i vari stand presenti lungo il cammino, è possibile degustare ed acquistare prodotti della cultura enogastronomica di tutta la penisola Italiana, assistere a spettacoli di trampolieri, mangiafuoco e trapezisti. Nell'area si trovano anche le bancarelle dei creatori d'ingegno e stand della birra.
Nell'edizione di Zibello 2021 è stato ricordato il norcino Rino Parenti(1949-2020), storico norcino locale, promotore della festa sulla tappa di Zibello.

## Percorso

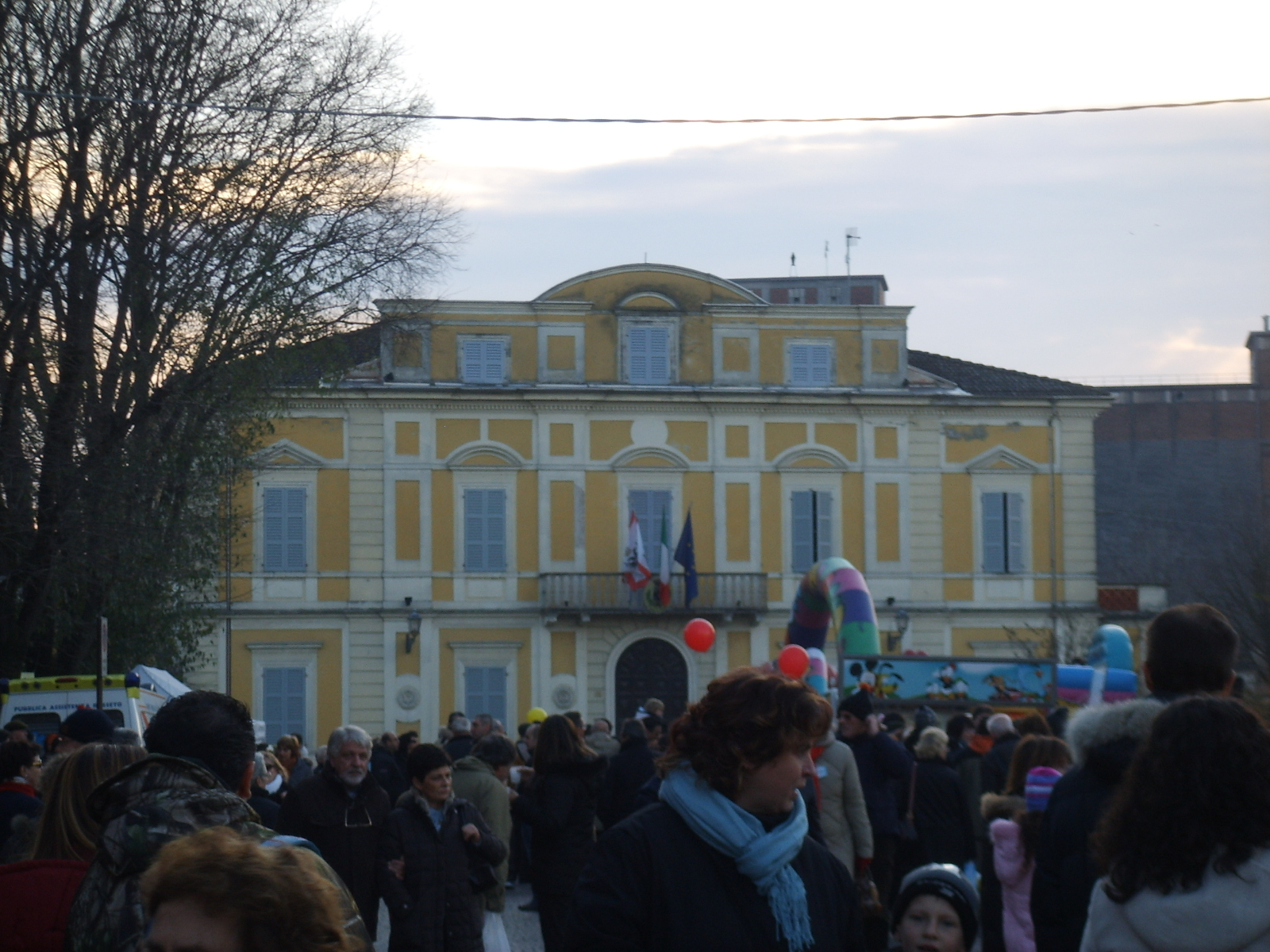
Il municipio di Polesine Zibello durante il November Porc del 2007

La manifestazione si apre il primo o il secondo fine settimana del mese di novembre, a seconda che nel mese le settimane siano quattro o cinque. Prima tappa a Sissa dove si possono gustare "I sapori del maiale" e si assegna il "Palio della spalla cruda di Palasone". La seconda tappa è presso Polesine Parmense, dove è dato spazio alle specialità locali "Preti" e "Vescovi". Il giro di boa si ha in coincidenza con il passaggio a Zibello, "Piaceri e delizie alla Corte di Re Culatello", per concludersi nel paese di Roccabianca con la kermesse "Armonie di Spezie e Infusi".